# Ruisseau de Larjo
Le ruisseau de Larjo est une rivière du Sud de la France dans le département de la Haute-Garonne en région Occitanie, c'est un affluent de la Gesse donc un sous-affluent de la Garonne par la Save.

## Géographie
De 14,8 km de longueur, le ruisseau de Larjo prend sa source au village de Mondilhan dans la Haute-Garonne, et se jette dans la Gesse en rive droite entre les communes de L'Isle-en-Dodon et de Tournan dans le Gers.

## Départements et communes traversés
- Haute-Garonne : Mondilhan, Péguilhan, Montbernard, Saint-Ferréol-de-Comminges, Montesquieu-Guittaut, Anan, Puymaurin, L'Isle-en-Dodon, Molas.

## Principaux affluents
- Ruisseau de Gouarast : 1,1 km
- Ruisseau de la Fontaine de Madone : 1,5 km
- Ruisseau de Bachot : 1,2 km
- Ruisseau du Bois : 1,4 km
- Ruisseau de la Horgue : 1,1 km
- Ruisseau de Lapeyre : 1,4 km